# Högstorps kyrka
Högstorps kyrka är en kyrkobyggnad som tillhör Växjö stads- och domkyrkoförsamling i Växjö stift. Kyrkan ligger i östra delen av Växjö.

## Kyrkobyggnaden
Kyrkan är uppförd 1965 som stadsdelskyrka för Öster och Högstorp, efter ritningar av arkitekt Sigge Ullén från Karlskrona. Den är byggd av betong och har väggar klädda med mörkrött fasadtegel. Kyrkorummet har högt sittande fönster. Korväggen  i öster domineras av en delad fönsteruppsättning som bildar ett kors. I anslutning till kyrkans entréplan finns församlingssal med kök. Norr om kyrkan är en fristående klockstapel med kopparhuv belägen. Kyrkan invigdes den 2 oktober 1965 av biskop David Lindquist.

## Inventarier[1]
- Dopfunt, enkelt utformad.
- Fristående altare.
- Altartavla utförd 1994 som illustrerar årstiderna.Utförd av Mats Aronsson,som även svarat för glasmålningarna i korfönstren.
- Ambo.
- Två stora tavlor av Elisabeth Bergstrand-Poulsen  varav den ena har motiv :"Jesus välsignar barnen" och den andra:  "Barnkör".
- Processionskrucifix tillverkat  av  Eva Spångberg.
- Öppen bänkinredning.

## Orgel
Orgeln med nio stämmor och två manualer är byggd 1967 av Ingvar Johansson, Västbo Orgelbyggeri i Långaryd. Orgeln är mekanisk.
| Huvudverk I  | Svällverk II      | Pedal            | Koppel |
| Rörflöjt 8´  | Gedackt 8´        | Subbas 16´       | I/P    |
| Principal 4´ | Rörflöjt 4´       | Gedacktpommer 4´ | II/P   |
| Mixtur 3 ch  | Gemshorn 2´       |                  | II/I   |
|              | Nasat 1 1/3'      |                  |        |
|              | Crescendosvällare |                  |        |

## Bildgalleri

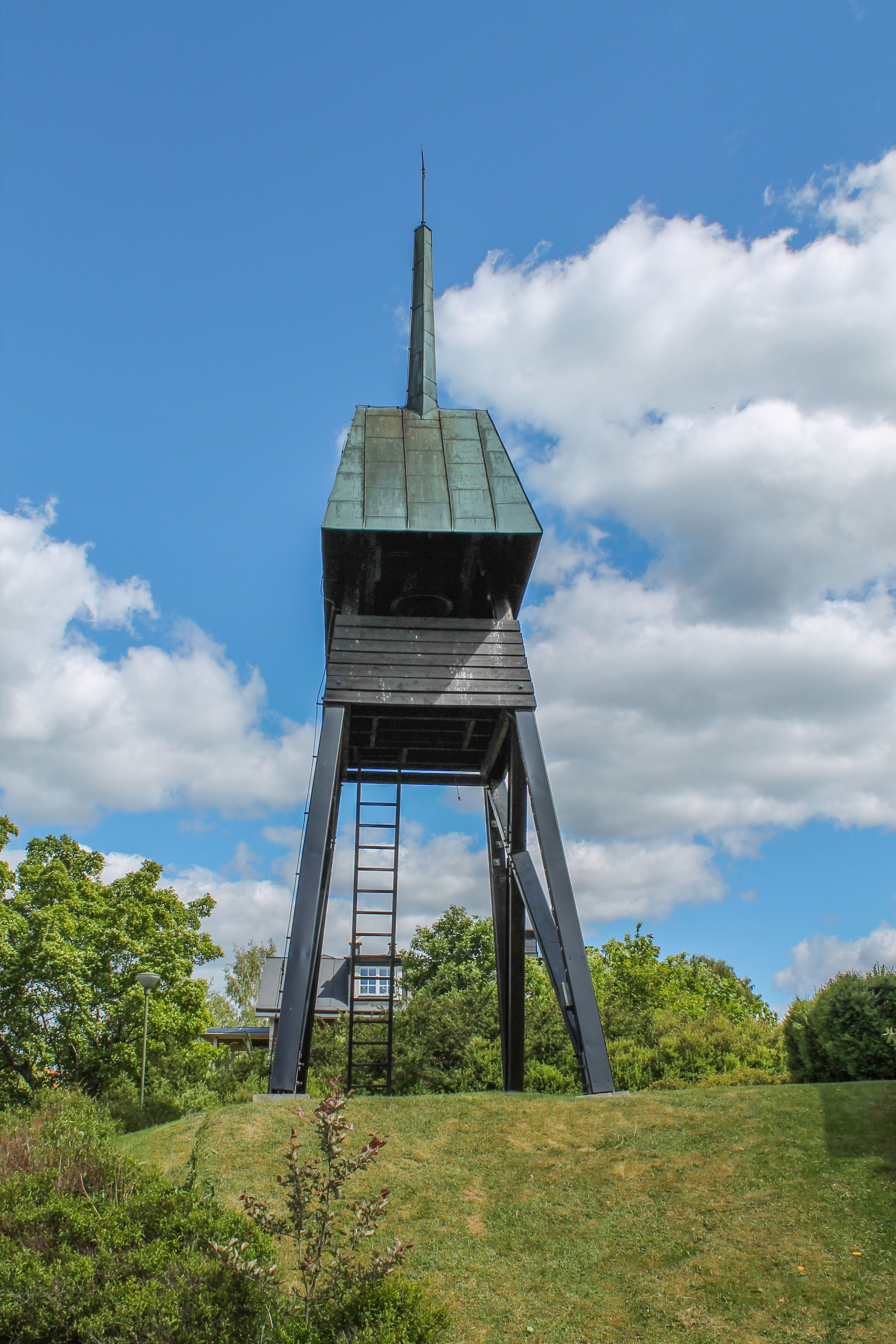
Klockstapeln
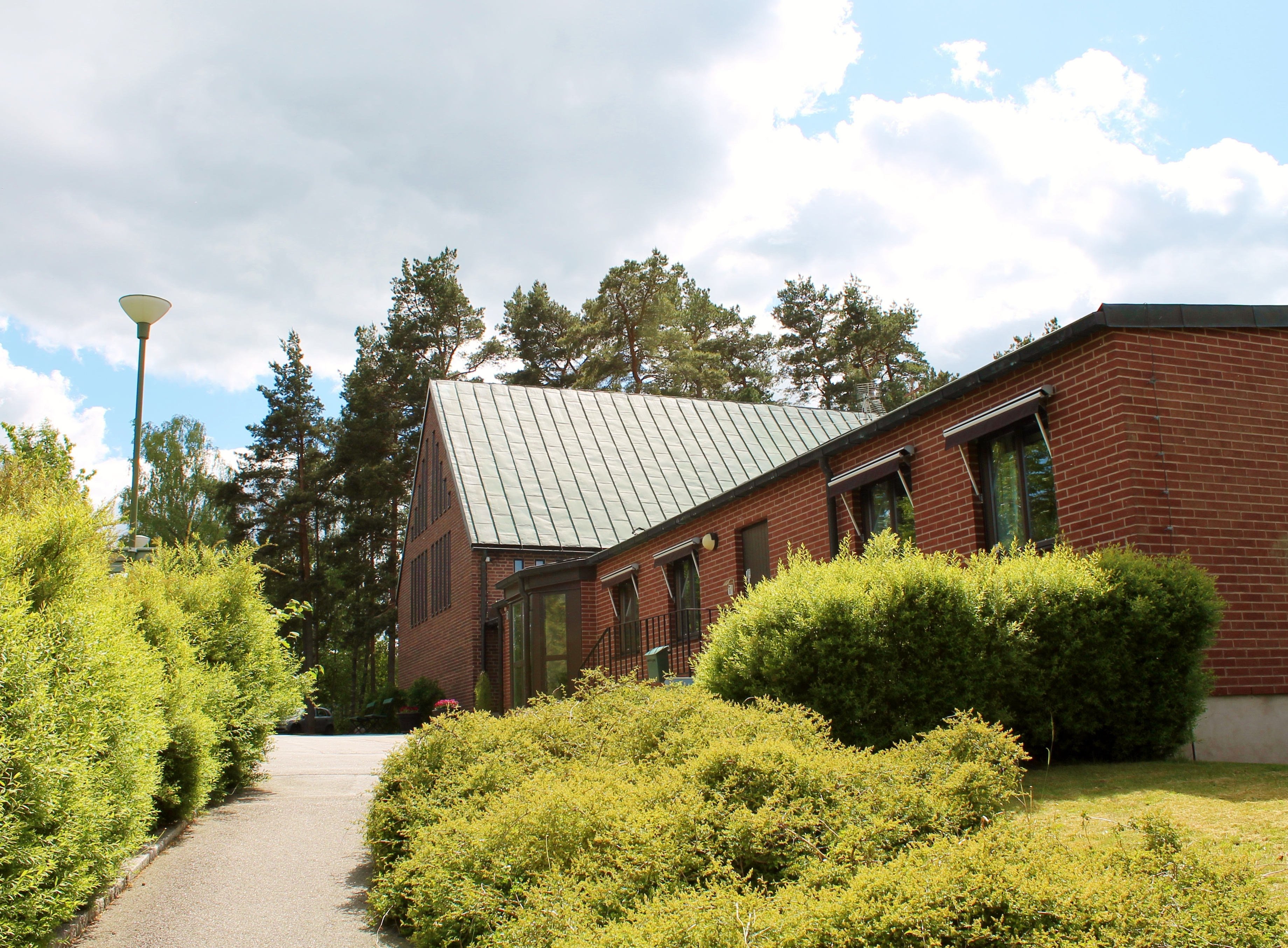
Högstorps kyrka med församlingshemsdelen
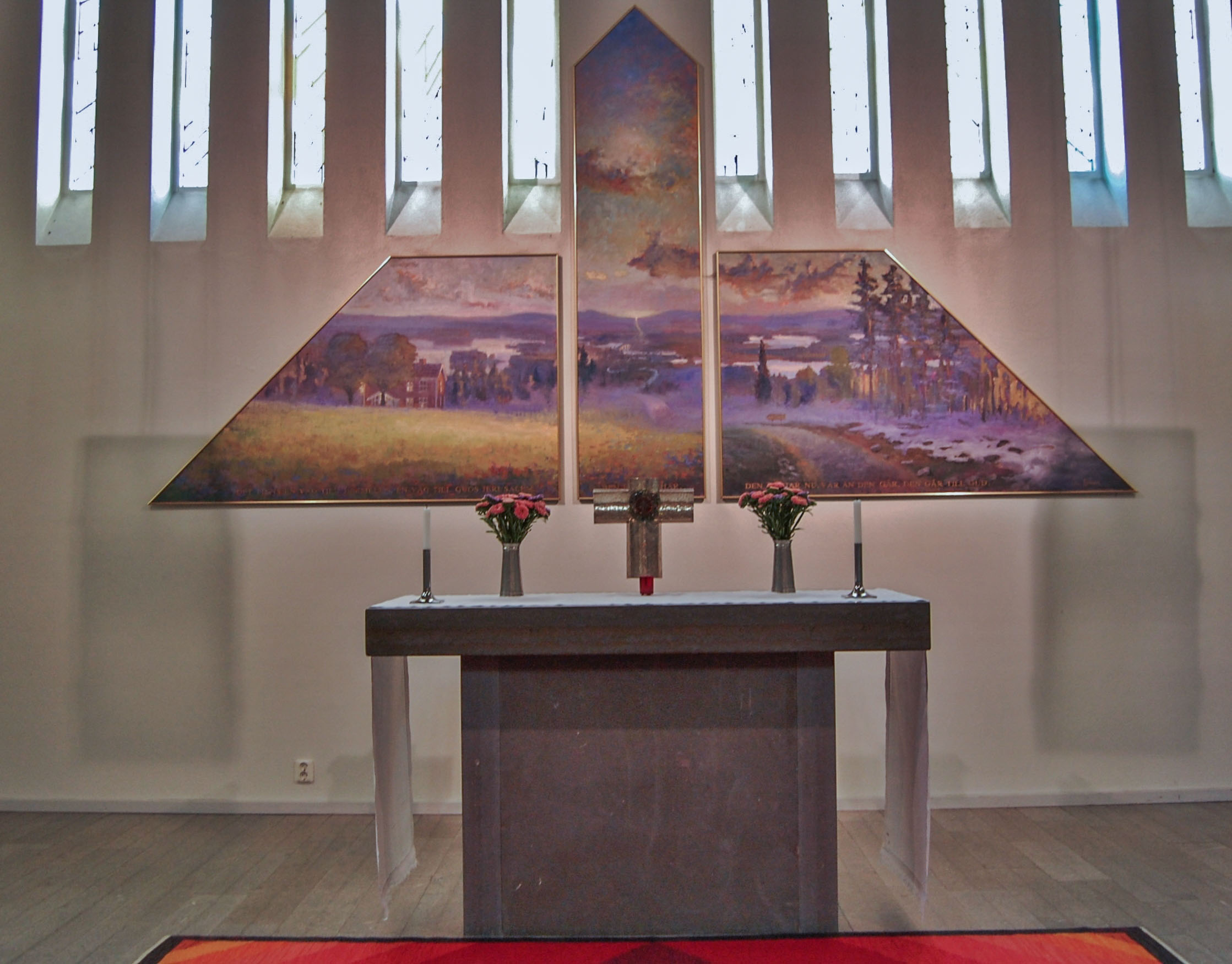
Altare och altartavla illustrerande årstiderna
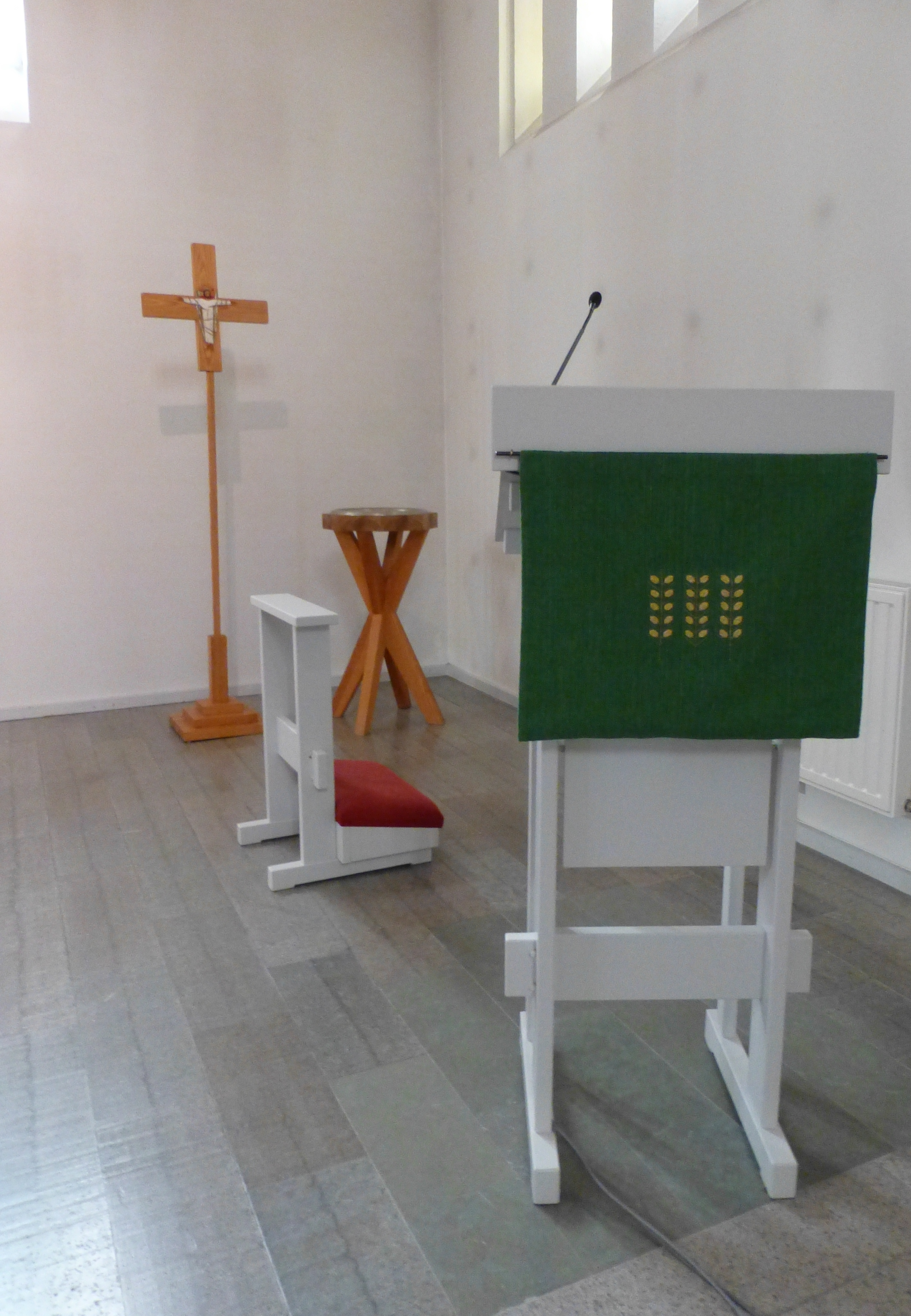
Del av koret med ambo,knäfall,dopfunt och processionskrucifix
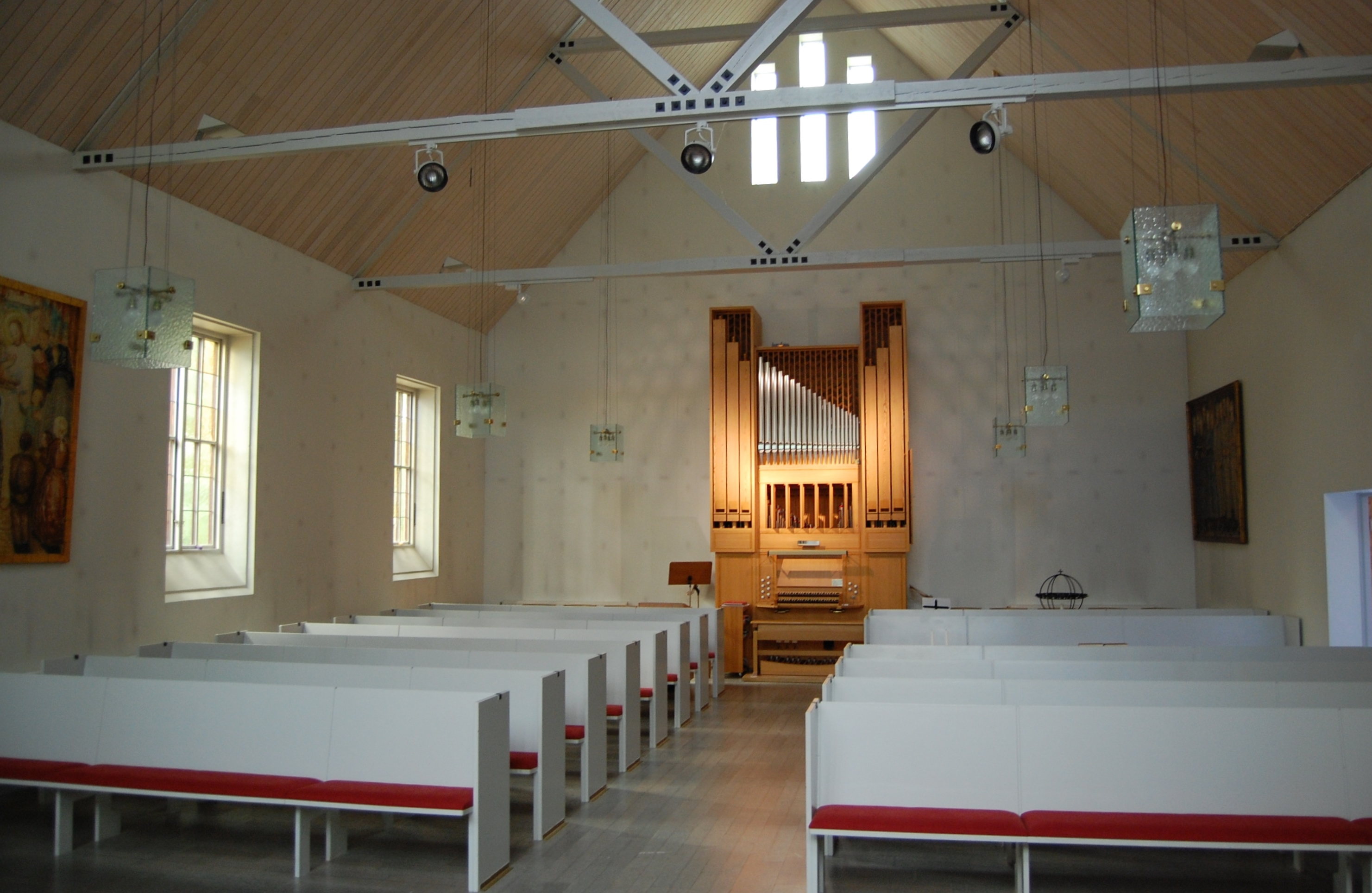
Kyrkorummet med orgeln
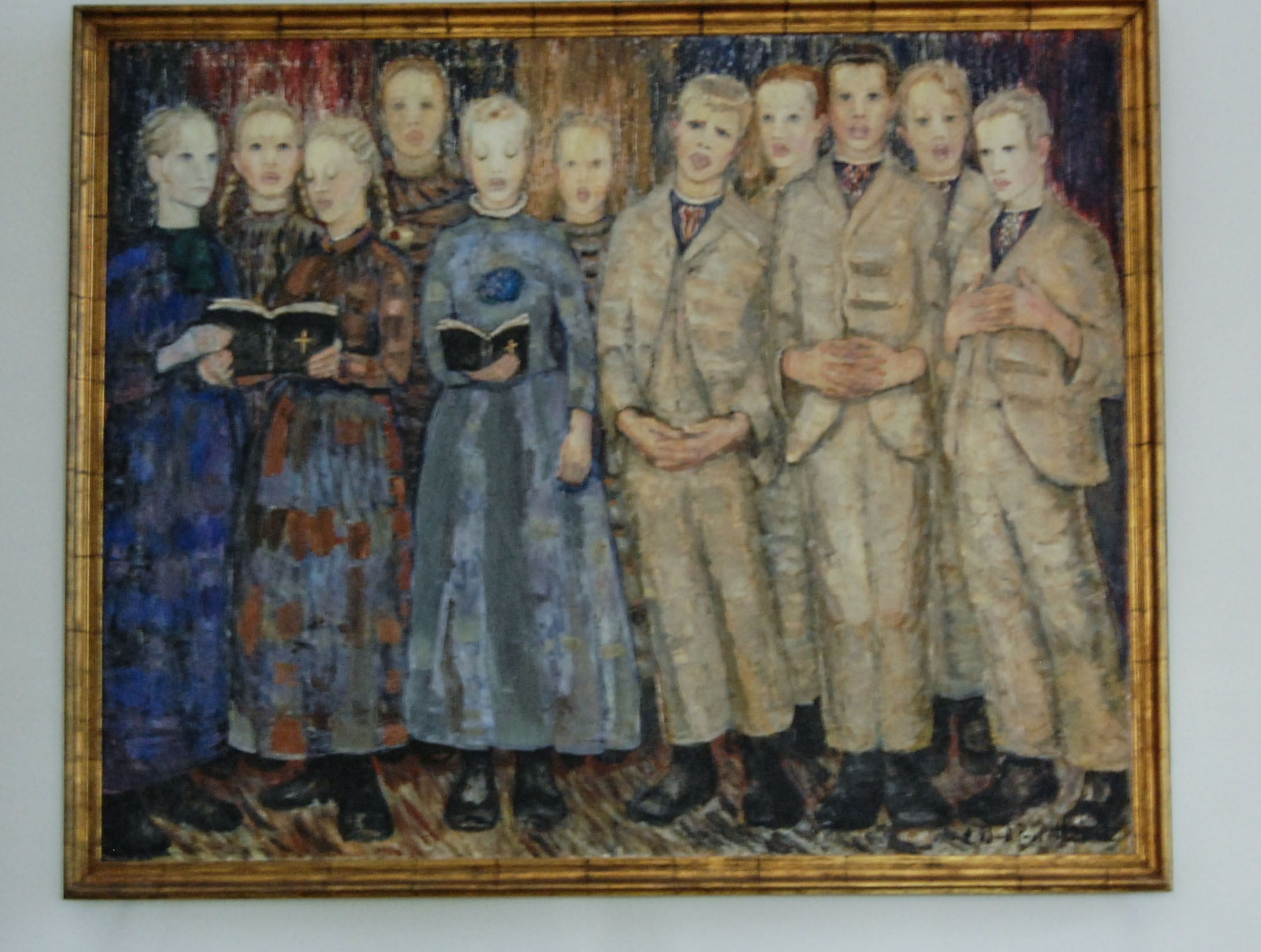
Elisabeth Bergstrand-Poulsens tavla:Barnkör
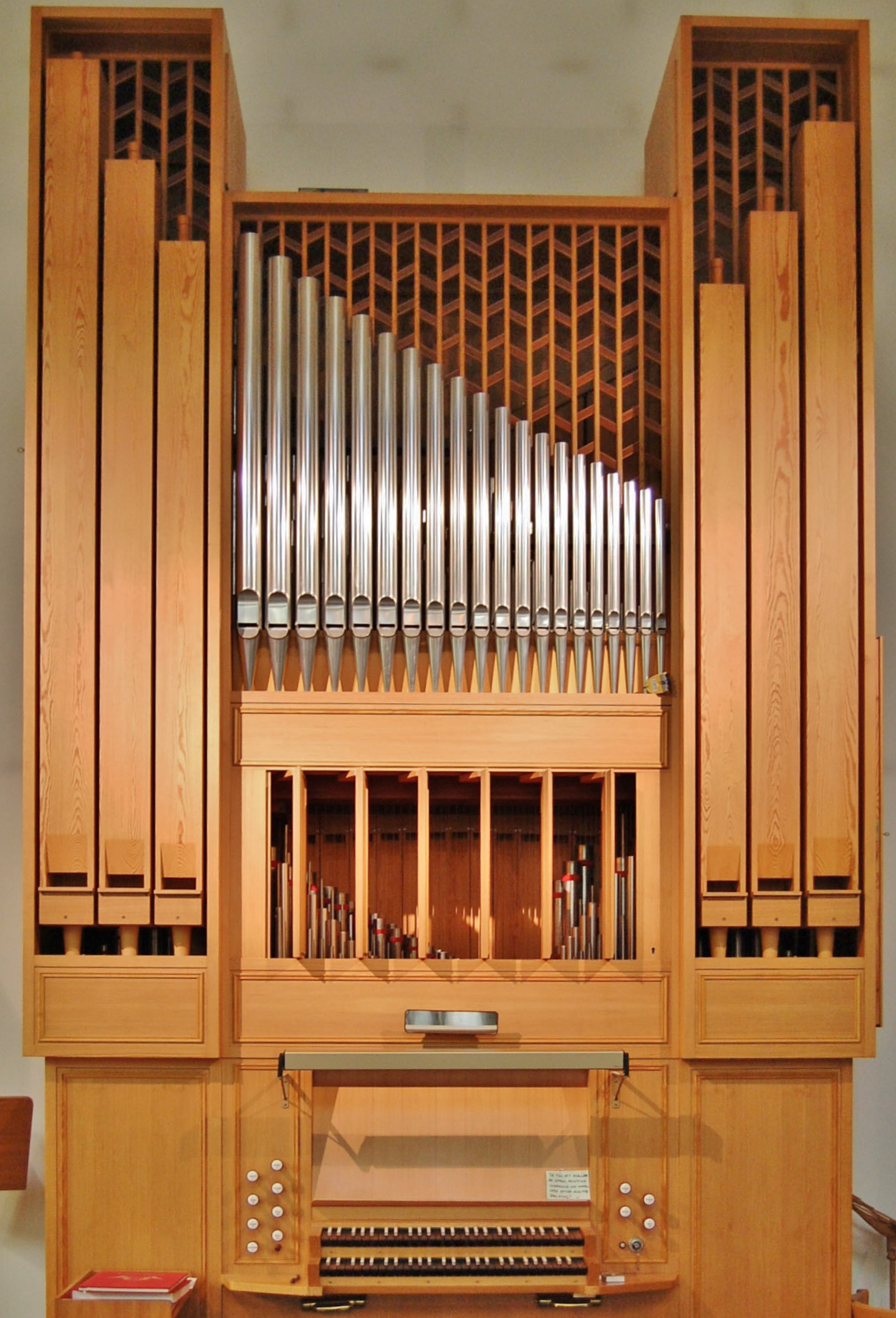
Orgeln